# Tautonym
Tautonym är en term inom taxonomi. Vetenskapliga namn består av ett släktnamn och ett artepitet. När artepitetet är samma som släktnamnet kallas detta för en tautonym. Det är tillåtet inom zoologin men inte inom botaniken.
Vanlig padda har det fullt korrekta vetenskapliga namnet Bufo bufo.
Däremot är det vetenskapliga namnet för tomat Lycopersicon lycopersicum ( L. ) Farwell ej tillåtet, trots att det baserad på Linnés Solanum lycopersicum (se basionym). Det giltiga namnet blir Millers Lycopersicon esculentum. Detta strider egentligen mot prioriteringsregeln, men när det gäller tautonymer är prioritetsregeln underordnad.
En tautonym hos växter blir automatiskt ett nomen illegitimum och får inte användas.